# نیکون دی۳۰۰۰
نیکون دی۳۰۰۰ (به انگلیسی: Nikon D3000) یک دوربین عکاسی تک‌لنزی بازتابی ساخت شرکت نیکون است.